# 史釗活·笠臣
史釗活·伊恩·笠臣 （英語：Stewart Robson，1964年11月6日—）是一名前英格蘭足球運動員、電視和廣播足球專家。史釗活·笠臣曾效力於阿仙奴、韋斯咸（1988年成為他們的賽季最佳球員）和高雲地利。在史釗活·笠臣的足球生涯結束後，他擔任阿仙奴電視的電視和電台足球評述員直到2012年，ESPN、talkSPORT和BT Sport。

## 職業

### 阿仙奴
史釗活·笠臣出生於雅息士郡比勒里基。他曾在濱海紹德森的Alleyn Court預備學校和Brentwood School接受教育。笠臣於1978年以學徒身份加入阿仙奴。他在17歲生日後不久即於1981年12月5日對陣韋斯咸的比賽中首次亮相，並在領隊泰利·尼路和他的其後繼任者唐·豪的帶領下成為阿仙奴的常規球員。
笠臣作為一名年輕的足球運動員展現出巨大的潛力，無論是在他的多面性（雖然他通常在中場踢球，但他同樣擅長防守位罝如邊後衛或中堅）和他的競爭力尤其是他落力跑動和攔截。他成為阿仙奴1985年的年度最佳球員，併入選了英格蘭國家隊。然後在 1986 年 1 月 25 日對陣羅瑟勒姆的杯賽中受傷，毀了他的賽季。他因腹股溝問題缺席了兩個多月，錯過了對英格蘭的徵召，這可能使他失去了世界杯的席位，並被列入了候補名單。
在1986年5月佐治·格拉咸擔任領隊後，笠臣發現自己不再成為阿仙奴的計畫一部份，在1986-87賽季只打了5場比賽，隨後他的位置被史提夫·威廉斯所取代。1987年1月離開時，他為阿森納於186場比賽上陣，射入21球。

### 韋斯咸
1987年1月，笠臣以70萬英鎊的價格轉會韋斯咸。笠臣在韋斯咸時長期受到傷病的困擾，尤其是他的骨盆。領隊約翰·里爾後來透露，史釗活·笠臣在簽約時一直在高貝利球場的治療名單上，他在韋斯咸期間從未完全康復。他的首場為韋斯咸上陣的比賽是在1987年1月24日，作客以3-1擊敗高雲地利。在兩年半的時間裡，他一直是韋斯咸的常規球員，更於1988年成為該年度韋斯咸的最佳球員。然而，在1989年降班後，史釗活·笠臣失去了自己的位置，在降班後的兩年內因為骨盆部位的受傷只打了8場聯賽。笠臣的最後一場比賽是於1991年1月16日在足總盃的比賽以6-1擊敗艾迪索特足球會。

### 高雲地利
1991年3月，泰利·畢查以自由轉會的方式簽下史釗活·笠臣加盟高雲地利。他幫助他們留在甲組聯賽，並在1992-93賽季成為英超聯賽的創始成員。史釗活·笠臣繼續為高雲地利上陣57場，但又一次因傷病毀了他在球會的生涯。在1993-94賽季開始時，他在對老東家阿仙奴的比賽中遭遇嚴重的膝傷。1995年夏天，史釗活·笠臣因長期傷病為由無奈宣布退役；他剛剛因傷缺席整個賽季。

## 教練生涯
史釗活·笠臣後來以青年隊教練的身份加入溫布頓，最終晉升為預備隊領隊，然後成為正選隊教練，直到2001年12月離開。2003年，他在修安聯擔任一段短時間的正選隊教練和於2003年3月25日至2003年4月18日期間擔任看守領隊。2004年，他加入魯斯頓鑽石擔任足球技術總監。
史釗活·笠臣還為高雲地利和北沃里克郡打板球。

## 媒體生涯
史釗活·笠臣與馬田·泰萊合作，擔任足總盃和歐洲冠軍聯賽的非英國國際直播的旁述二人組。他曾在阿仙奴電視擔任聯合評論員。史釗活·笠臣為英國電信體育台評論2012年非洲國家盃。他還與占·普勞德富特一起出現在絕對電台的搖滾足球節目中。史釗活·笠臣是《泰晤士報》連同他們每週的足球增刊The Game一起發布的足球播客的定期撰稿人。史釗活·笠臣還在talkSPORT上發表過演講。他還為英國電信體育台工作，擔任歐洲冠軍聯賽、歐洲足協歐霸盃、德甲聯賽和意甲聯賽的聯合足球評論員。對於2014年世界盃和2016年歐洲國家盃，笠臣與喬恩·查恩和伊恩·達克合作在2020年歐洲國家盃上為ESPN在美國進行旁述。
史釗活·笠臣一直批評前阿仙奴主帥雲加。史釗活·笠臣還經常出現在ESPN FC，該節目在美國的ESPN和英國的BT Sport播出。
2021年，史釗活·笠臣成為EA Sports電子遊戲FIFA 22的主要聯合旁述。

## 領隊生涯數據統計
最後更新：2013年6月8日
| 隊伍   | 起            | 止            | 統計 | 統計 | 統計 | 統計 | 統計  |
| 隊伍   | 起            | 止            | 場次 | 勝   | 平   | 負   | 勝率  |
| ------ | ------------- | ------------- | ---- | ---- | ---- | ---- | ----- |
| 修安聯 | 2003年3月25日 | 2003年4月18日 | 3    | 1    | 0    | 2    | 33.33 |
| 總計   | 總計          | 總計          | 3    | 1    | 0    | 2    | 33.33 |

## 榮譽
- 阿仙奴年度最佳球員：1985年[29]
- 甲組聯賽年度最佳球員（英语：PFA Team of the Year (1980s）:1985–86[30]
- 韋斯咸年度最佳球員：1988年[31]
- 高雲地利年度最佳球員：1992年[32][33]

## 外部連結
- Stewart Robson – West Ham United FC – Football-Heroes.net （页面存档备份，存于）
- Stewart Robson – Arsenal FC – Football-Heroes.net （页面存档备份，存于）